# 6e session du Comité du patrimoine mondial
La 6e session du Comité du patrimoine mondial a eu lieu du 13 décembre 1982 au 17 décembre 1982 à Paris, en France.

## Participants
Les membres du comité du patrimoine mondial sont représentés par les États suivants :
- Allemagne de l'Ouest
- Argentine (vice-présidence)
- Australie (présidence)
- Brésil
- Bulgarie (vice-présidence)
- Chypre
- Égypte
- États-Unis
- France
- Guinée (vice-présidence)
- Irak
- Italie (vice-présidence)
- Jordanie
- Libye
- Népal
- Pakistan (vice-présidence)
- Panama
- Sénégal
- Suisse
- Tunisie (rapporteur)
- Zaïre

La session inclut également les États et organisations suivantes :
- États observateurs :
  -  Afghanistan
  -  Algérie
  -  Canada
  -  Chili
  -  Cuba
  -  Espagne
  -  Haïti
  -  Honduras
  -  Inde
  -  Iran
  -  Mauritanie
  -  Maroc
  -  Niger
  -  Pologne
  -  Portugal
  -  République centrafricaine
  -  Sri Lanka
  -  Syrie

- Organisations invitées à titre consultatif :
  - ICCROM
  - ICOMOS
  - UICN

- Organisations internationales gouvernementales et non-gouvernementales
  - Conseil de l'Europe
  - Conseil international des musées
  - Organisation arabe pour l'éducation, la culture et les sciences
  - Organisation pour les musées, les monuments et les sites d'Afrique
  - Union internationale des architectes

## Inscriptions

### Patrimoine mondial
Le Comité décide de l'inscription sur la liste du patrimoine mondial 24 sites, soit tous ceux qui lui sont recommandés par le Bureau du patrimoine mondial cette année-là.
Cuba, Haïti, la Libye, les Seychelles, le Sri Lanka et le Yémen connaissent leur première inscription.
Les critères indiqués sont ceux utilisés par l'Unesco depuis 2005, et non pas ceux employés lors de l'inscription des sites. Par ailleurs, les superficies mentionnées sont celles des biens actuels, qui ont pu être modifiées depuis leur inscription.
| Bien                                                           | Pays          | Type                                              | Superficie (ha) | Zone tampon (ha) | Lien | Notes                                                                        | Coordonnées                         | Illus. |
| -------------------------------------------------------------- | ------------- | ------------------------------------------------- | --------------- | ---------------- | ---- | ---------------------------------------------------------------------------- | ----------------------------------- | ------ |
| Tassili n'Ajjer                                                | Algérie       | Mixte (i), (iii), (vii), (viii)                   | 7 200 000       |                  | 179  |                                                                              | 25° 30′ nord, 9° 00′ est            |        |
| Vallée du M'Zab                                                | Algérie       | Culturel (ii), (iii), (v)                         | 665             |                  | 188  |                                                                              | 32° 28′ 59″ nord, 3° 40′ 59″ est    |        |
| Djémila                                                        | Algérie       | Culturel (iii), (iv)                              | 31              |                  | 191  |                                                                              | 36° 19′ 16″ nord, 5° 44′ 13″ est    |        |
| Tipasa                                                         | Algérie       | Culturel (iii), (iv)                              | 52              |                  | 193  | En péril entre 2002 et 2006                                                  | 36° 33′ 00″ nord, 2° 22′ 59″ est    |        |
| Timgad                                                         | Algérie       | Culturel (ii), (iii), (iv)                        | 91              |                  | 194  |                                                                              | 35° 27′ 00″ nord, 6° 37′ 59″ est    |        |
| Parcs nationaux des étendues sauvages de Tasmanie occidentale  | Australie     | Mixte (iii), (iv), (vi), (vii), (viii), (ix), (x) | 1 411 323       |                  | 181  | Étendu en 1989 aux parcs nationaux Walls of Jerusalem et des Hartz Mountains | 41° 34′ 59″ sud, 145° 25′ 01″ est   |        |
| Les Îles Lord Howe                                             | Australie     | Naturel (vii), (x)                                | 146 300         |                  | 186  |                                                                              | 31° 33′ 58″ sud, 159° 05′ 17″ est   |        |
| Centre historique de la ville d'Olinda                         | Brésil        | Culturel (ii), (iv)                               | 120             | 920              | 189  |                                                                              | 8° 00′ 47″ sud, 34° 50′ 42″ ouest   |        |
| Parc national de Taï                                           | Côte d'Ivoire | Naturel (vii), (x)                                | 330 000         |                  | 195  |                                                                              | 5° 45′ 00″ nord, 7° 40′ 01″ ouest   |        |
| La vieille ville de La Havane et son système de fortifications | Cuba          | Culturel (iv), (v)                                | 239             | 412              | 204  |                                                                              | 23° 08′ 09″ nord, 82° 21′ 30″ ouest |        |
| Site historique d'État des Cahokia Mounds                      | États-Unis    | Culturel (iii), (iv)                              | 541             |                  | 198  |                                                                              | 38° 39′ 32″ nord, 90° 03′ 40″ ouest |        |
| Saline royale d'Arc-et-Senans                                  | France        | Culturel (i), (ii), (iv)                          | 10              | 797              | 203  | Étendu en 2009 aux salines de Salins-les-Bains                               | 46° 56′ 15″ nord, 5° 52′ 35″ est    |        |
| Parc national historique - Citadelle, Sans Souci, Ramiers      | Haïti         | Culturel (iv), (vi)                               | 25 286          |                  | 180  |                                                                              | 19° 34′ 26″ nord, 72° 14′ 38″ ouest |        |
| Réserve de la biosphère Rio Platane                            | Honduras      | Naturel (viii), (ix), (x)                         | 350 000         | 150 000          | 196  | En péril entre 1996 et 2007, puis depuis 2011                                | 15° 44′ 40″ nord, 84° 40′ 30″ ouest |        |
| Le centre historique de Florence                               | Italie        | Culturel (I), (ii), (iii), (iv), (vi)             | 505             | 10 480           | 174  |                                                                              | 43° 46′ 23″ nord, 11° 15′ 22″ est   |        |
| Site archéologique de Leptis Magna                             | Libye         | Culturel (i), (ii), (iii)                         | 387             |                  | 183  | En péril depuis 2016                                                         | 32° 38′ 17″ nord, 14° 17′ 35″ est   |        |
| Site archéologique de Sabratha                                 | Libye         | Culturel (iii)                                    | 91              |                  | 184  | En péril depuis 2016                                                         | 32° 48′ 18″ nord, 12° 29′ 06″ est   |        |
| Site archéologique de Cyrène                                   | Libye         | Culturel (ii), (iii), (vi)                        | 132             |                  | 190  | En péril depuis 2016                                                         | 32° 49′ 30″ nord, 21° 51′ 29″ est   |        |
| Atoll d'Aldabra                                                | Seychelles    | Naturel (vii), (ix), (x)                          | 35 000          |                  | 185  |                                                                              | 9° 25′ 01″ sud, 46° 25′ 01″ est     |        |
| Ville sainte d'Anurâdhapura                                    | Sri Lanka     | Culturel (ii), (iii), (vi)                        |                 |                  | 200  |                                                                              | 8° 19′ 59″ nord, 80° 22′ 59″ est    |        |
| Cité historique de Polonnâruvâ                                 | Sri Lanka     | Culturel (i), (iii), (vi)                         |                 |                  | 201  |                                                                              | 7° 54′ 58″ nord, 81° 00′ 04″ est    |        |
| La ville ancienne de Sigirîya                                  | Sri Lanka     | Culturel (ii), (iii), (iv)                        |                 |                  | 202  |                                                                              | 7° 57′ nord, 80° 45′ est            |        |
| Réserve de gibier de Sélous                                    | Tanzanie      | Naturel (ix), (x)                                 | 5 120 000       | 21 492           | 199  | En péril depuis 2014                                                         | 9° 00′ sud, 37° 24′ est             |        |
| L'ancienne ville de Chibam et son mur d'enceinte               | Yémen         | Culturel (iii), (iv), (v)                         |                 |                  | 192  | En péril depuis 2015                                                         | 15° 55′ 37″ nord, 48° 37′ 37″ est   |        |

### Extension
Le bien suivant est étendu.
| Bien                                 | Pays                    | Type              | Superficie (ha) | Zone tampon (ha) | Lien | Notes | Coordonnées                       | Illus. |
| ------------------------------------ | ----------------------- | ----------------- | --------------- | ---------------- | ---- | --- | --------------------------------- | ------ |
| Réserve naturelle intégrale du Nimba | Côte d'Ivoire et Guinée | Naturel (ix), (x) | 17 540          |                  | 155  | La partie guinéenne est inscrite depuis 1981 ; l'extension concerne la partie ivoirienne du site. En péril depuis 1992. | 7° 38′ 16″ nord, 8° 25′ 14″ ouest |        |

### Patrimoine en péril
Le bien suivant est inscrit sur la liste du patrimoine mondial en péril.
| Bien                                       | Pays | Type                       | Superficie (ha) | Zone tampon (ha) | Lien | Notes | Coordonnées                       | Illus. |
| ------------------------------------------ | ---- | -------------------------- | --------------- | ---------------- | ---- | --- | --------------------------------- | ------ |
| Vieille ville de Jérusalem et ses remparts |      | Culturel (ii), (iii), (iv) |                 |                  | 148  | Le site, proposé par la Jordanie, est inscrit de façon controversée en 1981 lors d'une réunion extraordinaire du Comité, 1 membre votant contre et 5 s'abstenant. Le site est sous le contrôle d'Israël depuis 1967, mais le pays ne ratifie la convention du patrimoine mondial qu'en 1999. La proposition d'inscription sur la liste du patrimoine mondial en péril est également controversée, rencontrant là encore 1 voix contre et 5 abstentions. | 31° 46′ 36″ nord, 35° 14′ 03″ est |        |

### Ajournements
Le Comité décide de différer l'inscription de plusieurs sites proposés.
| Site                          | Pays     | Notes | Coordonnées                       | Illus. |
| ----------------------------- | -------- | --- | --------------------------------- | ------ |
| Parc national de Kirthar (en) | Pakistan | Examen ajourné à la demande du Pakistan afin de fournir au Comité plus d'informations.                   | 25° 42′ 00″ nord, 67° 34′ 59″ est |        |
| Parc national de Lal Suhanra  | Pakistan | Examen ajourné à la demande du Pakistan afin de fournir au Comité plus d'informations.                   | 29° 19′ 00″ nord, 71° 55′ 00″ est |        |
| Alep                          | Syrie    | Examen ajourné à la demande du Comité. Le site de la vieille ville d'Alep est finalement inscrit en 1986 | 36° 13′ 59″ nord, 37° 10′ 01″ est |        |

### Inscriptions rejetées
Les deux propositions suivantes sont rejetées.
| Site                                       | Pays     | Notes | Coordonnées                       | Illus. |
| ------------------------------------------ | -------- | --- | --------------------------------- | ------ |
| Villas médicéennes de la région florentine | Italie   | Proposition retirée par l'Italie. En 2013, un ensemble de 12 villas et 2 jardins sont inscrits au patrimoine mondial sous le nom de « Villas et jardins des Médicis en Toscane ». | 43° 51′ 28″ nord, 11° 18′ 15″ est |        |
| Stone Town                                 | Tanzanie | Inscription rejetée par le Comité. Le site, reproposé par la suite par la Tanzanie, est finalement inscrit au patrimoine mondial en 2000.                                         | 6° 09′ 45″ sud, 39° 11′ 29″ est   |        |